# Bačinci
Bačinci (cyr. Бачинци) – wieś w Serbii, w Wojwodinie, w okręgu sremskim, w gminie Šid. W 2011 roku liczyła 1180 mieszkańców.